# Banjarkulon
Banjarkulon is een bestuurslaag in het regentschap Banjarnegara van de provincie Midden-Java, Indonesië. Banjarkulon telt 2003 inwoners (volkstelling 2010).